# エレノア・ミルドレッド・シジウィック

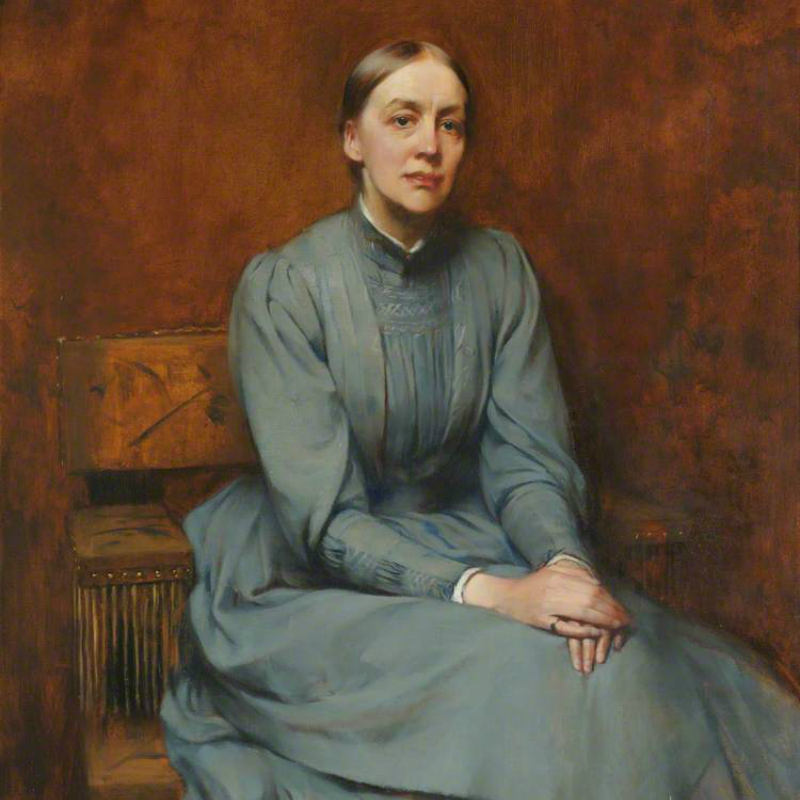
エレノア・ミルドレッド・シジウィック（肖像画）,1889年
ジェームス・ジェビューサ・シャノン作

エレノア・ミルドレッド・シジウィック（Eleanor Mildred Sidgwick (Eleanor Mildred Balfour), 1845年 - 1936年）はイギリスの数学者。
義兄に当たるレイリー卿の物理実験に協力、英国会報に3つの論文を発表。ニューナム・カレッジ校長として有名。当時の英国を代表する女性のひとりで、SPRに強い影響力を持っていたと言われている。
交霊会での現象に恵まれず、長期間、心霊現象は生者のテレパシーによるものだと考えていた。なお第2代ソールスベリー侯J. M. バルフォアの8人の遺児たちの長姉であり、非常に厳格で理知的だったという。

## 略歴
- 1855年 父ジェームス他界
- 1874年 さまざまな霊媒の交霊会に参加したが、印象的な出来事は起こらなかったという。
- 1876年 ヘンリー・シジウィックと結婚
- 1882年 弟フランシスがアルプス登山中に事故死
- 1884年 SPRに参加、1888-1897年まで会報と議事録を編集。1901年に評議員となり、1907-32まで名誉事務局長。
- 1885-94年 「幻覚の国勢調査」に協力、膨大な資料を精力的に編纂。
- 1892-1910年 ニューナム・カレッジの第二代目校長、会計局長
- 1893年 弟アーサー・バルフォアがSPR会長
- 1900年 夫ヘンリー他界
- 1906-07年 弟ジェラルド・バルフォアがSPR会長
- 1932年 「SPRの歴史」発表
- 1936年 他界